# Saisons amateurs du Dijon FCO
Cette page détaille les saisons que le Dijon Football Côte-d'Or a disputé avec le statut amateur. Ces saisons sont les six premières de l'histoire du club en championnat de France.

## Saison 1998-1999
Longtemps vivante et indécise, cette première saison de l'histoire du club a généré son lot d'émotions. L'équipe première a offert à ses supporters beaucoup de buts, des exploits en coupe et un infernal suspense pour la montée. Le Dijon FCO termine 5e du groupe A de CFA. Les dijonnais terminent avec 87 points (14 victoires, 11 nuls, 9 défaites), 65 buts marqués (27 en première mi-temps, 38 en seconde, 2e attaque) et 41 buts encaissés (17 en première mi-temps, 24 en seconde, 6e défense).
| Rang | Équipe                   | Pts | J  | G  | N  | P  | Bp | Bc | Diff |
| ---- | ------------------------ | --- | -- | -- | -- | -- | -- | -- | ---- |
| 1    | AJ Auxerre rés.          | 120 | 34 | 27 | 5  | 2  | 75 | 18 | +57  |
| 2    | Racing Besançon          | 89  | 34 | 15 | 10 | 9  | 56 | 40 | +16  |
| 3    | Stade de Reims           | 88  | 34 | 13 | 15 | 6  | 44 | 26 | +18  |
| 4    | Calais RUFC              | 88  | 34 | 14 | 12 | 8  | 51 | 39 | +12  |
| 5    | Dijon FCO                | 87  | 34 | 14 | 11 | 9  | 65 | 41 | +24  |
| 6    | Olympique Saint-Quentin  | 87  | 34 | 15 | 8  | 11 | 42 | 42 | 0    |
| 7    | AS Nancy-Lorraine rés.   | 84  | 34 | 13 | 11 | 10 | 52 | 42 | +10  |
| 8    | RC Lens rés.             | 84  | 34 | 14 | 8  | 12 | 55 | 51 | +4   |
| 9    | JA Armentières           | 81  | 34 | 13 | 8  | 13 | 51 | 49 | +2   |
| 10   | LOSC Lille rés.          | 79  | 34 | 12 | 9  | 13 | 52 | 44 | +8   |
| 11   | FC Metz rés.             | 78  | 34 | 12 | 8  | 14 | 41 | 50 | -9   |
| 12   | US Boulogne Côte d'Opale | 75  | 34 | 11 | 8  | 15 | 37 | 36 | +1   |
| 13   | RC Strasbourg rés.       | 75  | 34 | 10 | 11 | 13 | 44 | 51 | -7   |
| 14   | US Saint-Omer            | 72  | 34 | 11 | 5  | 18 | 39 | 73 | -34  |
| 15   | USL Dunkerque            | 70  | 34 | 10 | 6  | 18 | 38 | 52 | -14  |
| 16   | US Forbach               | 69  | 34 | 9  | 8  | 17 | 38 | 59 | -21  |
| 17   | Stade béthunois FC       | 67  | 34 | 9  | 6  | 19 | 35 | 67 | -32  |
| 18   | US Sénart-Moissy         | 58  | 34 | 5  | 9  | 20 | 37 | 72 | -35  |

- Montée en National
- Relégation en CFA 2

Au niveau des statistiques, on note la présence du gardien Hugues Bourgeois durant les 34 matchs de championnat. Le meilleur buteur de l'équipe, David Remoissenet en a lui disputé "seulement" 28 (dont 24 titularisations). Emmanuel Viard a lui aussi été très important cette saison, avec notamment 13 buts et 13 passes décisives. Il est deuxième dans ce dernier classement derrière son capitaine Nicolas Le Bellec.
Après un très bon début de saison, quatre victoires lors des quatre premiers matchs, l'équipe a eu un petit passage à vide lors des cinq suivant, avec un match nul et deux défaites. Après ces deux revers face aux réserves de l'AJ Auxerre et de l'AS Nancy-Lorraine, les dijonnais se sont bien remis et n'ont concédés aucun revers lors des huit match suivants. Une défaite chez une autre réserve, celle du LOSC, et une série d'invincibilité de six matchs reprend. L'élimination en Coupe de France entraînera une fin de saison en demi-teinte, avec un bilan de cinq matchs nuls et six défaites après la 21e journée. La dernière défaite à Metz lors de l'ultime match de la saison annihilera les espoirs bourguignons de montée.

## Saison 1999-2000
Comparée à la saison dernière, cette seconde saison de l'histoire du club a été exceptionnelle. Des matchs nuls transformés en victoires et beaucoup moins de buts encaissés, surement dû à l'arrivée de Michel Engel, ont été les points plus satisfaisants. Les dijonnais possèdent la deuxième attaque et la deuxième défense du championnat, derrière l'intouchable leader auxerrois. L'accession au niveau supérieur n'a cependant pas été simple, avec finalement un seul petit point d'avance sur les troisièmes.
| Rang | Équipe                     | Pts | J  | G  | N  | P  | Bp | Bc | Diff |
| ---- | -------------------------- | --- | -- | -- | -- | -- | -- | -- | ---- |
| 1    | AJ Auxerre rés.            | 108 | 34 | 22 | 8  | 4  | 76 | 32 | +44  |
| 2    | Dijon FCO                  | 103 | 34 | 21 | 6  | 7  | 62 | 33 | +29  |
| 3    | US Boulogne Côte d'Opale   | 102 | 34 | 20 | 8  | 6  | 55 | 37 | +18  |
| 4    | JA Armentières             | 87  | 34 | 16 | 5  | 13 | 55 | 45 | +10  |
| 5    | RC Strasbourg rés.         | 86  | 34 | 15 | 7  | 12 | 58 | 42 | +16  |
| 6    | RC Lens rés.               | 86  | 34 | 14 | 10 | 10 | 52 | 55 | -3   |
| 7    | Calais RUFC                | 85  | 34 | 13 | 12 | 9  | 41 | 36 | +5   |
| 8    | FC Metz rés.               | 83  | 34 | 13 | 10 | 11 | 56 | 45 | +11  |
| 9    | AS Nancy-Lorraine rés.     | 80  | 34 | 11 | 13 | 10 | 57 | 51 | +6   |
| 10   | FC Mulhouse Sud-Alsace     | 79  | 34 | 11 | 12 | 11 | 56 | 54 | +2   |
| 11   | Olympique Saint-Quentin    | 78  | 34 | 12 | 8  | 14 | 44 | 41 | +3   |
| 12   | Association Troyes AC rés. | 76  | 34 | 11 | 9  | 14 | 57 | 61 | -4   |
| 13   | USL Dunkerque              | 76  | 34 | 10 | 12 | 12 | 44 | 48 | -4   |
| 14   | LOSC Lille Métropole rés.  | 70  | 34 | 8  | 12 | 14 | 47 | 50 | -3   |
| 15   | SS L'Hôpital               | 70  | 34 | 9  | 9  | 16 | 37 | 60 | -23  |
| 16   | US Saint-Omer              | 69  | 34 | 8  | 11 | 15 | 51 | 64 | -13  |
| 17   | USM Senlis                 | 57  | 34 | 5  | 8  | 21 | 33 | 76 | -43  |
| 18   | AC Cambrai                 | 51  | 34 | 3  | 8  | 23 | 28 | 79 | -51  |

- Montée en National
- Relégation en CFA 2

Un remaniement de l'attaque a été effectuée durant l'été 1999. En effet, seul le meilleur buteur David Remoissenet a été conservé. Deux attaquants qui s'étaient démarqués la saison précédente ont été recrutés : Frédéric Fénart et Alcide Varela-Martins. Fort de son expérience professionnelle (plus de 200 matchs), Michel Engel rejoint la capitale des Ducs en tant que patron de la défense.
Pour définir le Champion de CFA de l'année, les quatre clubs qui accédaient au National se confrontaient dans un format à élimination directe. Ces matchs se déroulaient cette année là à Brest. En demi-finale, les dijonnais, vainqueur du Groupe A étaient opposés au vainqueur du Groupe D, le Stade brestois 29. L'Olympique d'Alès, vainqueur du Groupe B rencontrait quant à lui le vainqueur du Groupe C. En finale, les dijonnais s'imposèrent face aux alèsiens 3-2 aux tirs au but.

## Saison 2000-2001
| Rang | Équipe                 | Pts | J  | G  | N  | P  | Bp | Bc | Diff |
| ---- | ---------------------- | --- | -- | -- | -- | -- | -- | -- | ---- |
| 1    | Grenoble Foot 38       | 76  | 38 | 22 | 10 | 6  | 57 | 31 | +26  |
| 2    | Amiens SC              | 75  | 38 | 22 | 9  | 7  | 63 | 29 | +34  |
| 3    | FC Istres OP           | 69  | 38 | 18 | 15 | 5  | 53 | 34 | +19  |
| 4    | Clermont Foot 63       | 68  | 38 | 19 | 11 | 8  | 71 | 34 | +37  |
| 5    | Stade de Reims         | 65  | 38 | 17 | 14 | 7  | 48 | 36 | +12  |
| 6    | Stade brestois 29      | 63  | 38 | 19 | 6  | 13 | 64 | 48 | +16  |
| 7    | RC France              | 58  | 38 | 16 | 10 | 12 | 49 | 44 | +5   |
| 8    | GFC Ajaccio            | 55  | 38 | 16 | 7  | 15 | 60 | 55 | +5   |
| 9    | La-Roche-sur-Yon VF    | 53  | 38 | 14 | 11 | 13 | 56 | 60 | -4   |
| 10   | ASOA Valence           | 51  | 38 | 15 | 6  | 17 | 59 | 53 | +6   |
| 11   | Olympique d'Alès       | 48  | 38 | 12 | 12 | 14 | 48 | 49 | -1   |
| 12   | Besançon RC            | 47  | 38 | 11 | 14 | 13 | 42 | 41 | +1   |
| 13   | Louhans-Cuiseaux FC    | 46  | 38 | 12 | 10 | 16 | 48 | 58 | -10  |
| 14   | Olympique Noisy-le-Sec | 45  | 38 | 12 | 9  | 17 | 29 | 49 | -20  |
| 15   | Pau FC                 | 43  | 38 | 9  | 16 | 13 | 40 | 54 | -14  |
| 16   | Dijon FCO              | 42  | 38 | 9  | 15 | 14 | 43 | 53 | -10  |
| 17   | Valenciennes FC        | 40  | 38 | 9  | 13 | 16 | 39 | 56 | -17  |
| 18   | Pacy VEF               | 34  | 38 | 8  | 10 | 20 | 44 | 63 | -19  |
| 19   | Thouars Foot 79        | 28  | 38 | 7  | 7  | 24 | 29 | 66 | -37  |
| 20   | AS Red Star            | 27  | 38 | 6  | 9  | 23 | 42 | 71 | -29  |

- Montée en Ligue 2
- Relégation en CFA

## Saison 2001-2002
| Rang | Équipe                   | Pts | J  | G  | N  | P  | Bp | Bc | Diff |
| ---- | ------------------------ | --- | -- | -- | -- | -- | -- | -- | ---- |
| 1    | Clermont Foot 63         | 77  | 38 | 22 | 11 | 5  | 52 | 28 | +24  |
| 2    | Stade de Reims           | 76  | 38 | 22 | 10 | 6  | 51 | 22 | +29  |
| 3    | ASOA Valence             | 74  | 38 | 21 | 11 | 6  | 58 | 33 | +25  |
| 4    | Toulouse FC              | 74  | 38 | 21 | 11 | 6  | 54 | 20 | +34  |
| 5    | AS Angoulême Charente    | 69  | 38 | 20 | 9  | 9  | 51 | 36 | +15  |
| 6    | AS Cannes                | 69  | 38 | 20 | 9  | 9  | 47 | 28 | +19  |
| 7    | Louhans-Cuiseaux FC      | 55  | 38 | 14 | 13 | 11 | 43 | 33 | +10  |
| 8    | Olympique d'Alès         | 53  | 38 | 15 | 8  | 15 | 44 | 49 | -5   |
| 9    | Angers SCO               | 48  | 38 | 10 | 18 | 10 | 37 | 34 | +3   |
| 10   | La Roche-sur-Yon VF      | 47  | 38 | 13 | 8  | 17 | 40 | 51 | -11  |
| 11   | Besançon RC              | 47  | 38 | 13 | 8  | 17 | 34 | 42 | -8   |
| 12   | FC Sète 34               | 45  | 38 | 12 | 9  | 17 | 35 | 47 | -12  |
| 13   | Stade brestois 29        | 44  | 38 | 11 | 11 | 7  | 40 | 43 | -3   |
| 14   | RC France                | 43  | 38 | 8  | 19 | 11 | 40 | 41 | -1   |
| 15   | Dijon FCO                | 42  | 38 | 12 | 6  | 20 | 40 | 53 | -13  |
| 16   | Pau FC                   | 42  | 38 | 11 | 9  | 18 | 32 | 47 | -15  |
| 17   | US Boulogne Côte d'Opale | 41  | 38 | 10 | 11 | 17 | 31 | 44 | -13  |
| 18   | US Lusitanos Saint-Maur  | 37  | 38 | 9  | 10 | 19 | 32 | 49 | -17  |
| 19   | Olympique Noisy-le-Sec   | 31  | 38 | 7  | 10 | 21 | 28 | 55 | -27  |
| 20   | Calais RUFC              | 19  | 38 | 2  | 13 | 23 | 23 | 57 | -34  |

- Montée en Ligue 2
- Relégation en CFA

## Saison 2002-2003
| Rang | Équipe                | Pts | J  | G  | N  | P  | Bp | Bc | Diff |
| ---- | --------------------- | --- | -- | -- | -- | -- | -- | -- | ---- |
| 1    | Besançon RC           | 67  | 38 | 18 | 13 | 7  | 55 | 33 | +22  |
| 2    | Angers SCO            | 65  | 38 | 16 | 17 | 5  | 39 | 22 | +17  |
| 3    | FC Rouen 1899         | 64  | 38 | 17 | 13 | 8  | 50 | 40 | +10  |
| 4    | Dijon FCO             | 61  | 38 | 17 | 10 | 11 | 65 | 49 | +16  |
| 5    | FC Martigues          | 61  | 38 | 17 | 10 | 11 | 40 | 26 | +14  |
| 6    | Valenciennes FC       | 58  | 38 | 15 | 13 | 10 | 51 | 42 | +9   |
| 7    | AS Cannes             | 56  | 38 | 15 | 11 | 12 | 53 | 44 | +9   |
| 8    | Louhans-Cuiseaux FC   | 54  | 38 | 14 | 12 | 12 | 43 | 43 | 0    |
| 9    | FC Sète 34            | 51  | 38 | 12 | 15 | 11 | 50 | 44 | +6   |
| 10   | Stade brestois 29     | 50  | 38 | 13 | 11 | 14 | 49 | 44 | +5   |
| 11   | SO Romorantin         | 50  | 38 | 12 | 14 | 12 | 39 | 40 | -1   |
| 12   | AS Cherbourg          | 50  | 38 | 12 | 14 | 12 | 42 | 42 | 0    |
| 13   | Nîmes Olympique       | 50  | 38 | 14 | 9  | 15 | 47 | 49 | -2   |
| 14   | AS Angoulême-Charente | 49  | 38 | 12 | 13 | 13 | 42 | 42 | 0    |
| 15   | Olympique d'Alès      | 49  | 38 | 12 | 13 | 13 | 41 | 41 | 0    |
| 16   | Pau FC                | 47  | 38 | 10 | 17 | 11 | 46 | 47 | -1   |
| 17   | Trélissac FC          | 43  | 38 | 9  | 16 | 13 | 46 | 57 | -11  |
| 18   | ES Viry-Châtillon     | 39  | 38 | 8  | 15 | 15 | 36 | 51 | -15  |
| 19   | La-Roche-sur-Yon VF   | 31  | 38 | 7  | 10 | 21 | 33 | 48 | -15  |
| 20   | Stade beaucairois     | 17  | 38 | 3  | 8  | 27 | 26 | 79 | -53  |

- Montée en Ligue 2
- Relégation en CFA

## Saison 2003-2004
| Rang | Équipe                        | Pts | J  | G  | N  | P  | Bp | Bc | Diff |
| ---- | ----------------------------- | --- | -- | -- | -- | -- | -- | -- | ---- |
| 1    | Stade de Reims                | 71  | 38 | 21 | 8  | 9  | 59 | 32 | +27  |
| 2    | Stade brestois 29             | 68  | 38 | 20 | 8  | 10 | 45 | 30 | +15  |
| 3    | Dijon FCO                     | 64  | 38 | 19 | 7  | 12 | 49 | 36 | +13  |
| 4    | SO Romorantin                 | 61  | 38 | 16 | 13 | 9  | 51 | 39 | +12  |
| 5    | GFCO Ajaccio                  | 59  | 38 | 17 | 8  | 13 | 44 | 46 | -2   |
| 6    | AS Cannes                     | 58  | 38 | 16 | 12 | 10 | 49 | 36 | +13  |
| 7    | Nîmes Olympique               | 57  | 38 | 15 | 12 | 11 | 44 | 36 | +8   |
| 8    | FC Sète 34                    | 56  | 38 | 14 | 14 | 10 | 45 | 34 | +11  |
| 9    | FC Libourne-Saint-Seurin      | 54  | 38 | 14 | 12 | 12 | 36 | 28 | +8   |
| 10   | Valenciennes FC               | 51  | 38 | 14 | 9  | 15 | 41 | 38 | +3   |
| 11   | Pau FC                        | 49  | 38 | 12 | 13 | 13 | 33 | 45 | -12  |
| 12   | Entente Sannois Saint-Gratien | 47  | 38 | 11 | 14 | 13 | 37 | 45 | -8   |
| 13   | AS Cherbourg                  | 44  | 38 | 11 | 11 | 16 | 50 | 48 | +2   |
| 14   | ES Wasquehal                  | 44  | 38 | 9  | 17 | 12 | 32 | 38 | -6   |
| 15   | US Raon-L'Etape               | 43  | 38 | 11 | 10 | 17 | 34 | 52 | -18  |
| 16   | Tours FC                      | 42  | 38 | 10 | 12 | 16 | 39 | 43 | -4   |
| 17   | Louhans-Cuiseaux FC           | 41  | 38 | 8  | 17 | 13 | 37 | 50 | -13  |
| 18   | AS Angoulême-Charente         | 40  | 38 | 10 | 6  | 18 | 31 | 49 | -18  |
| 19   | FC Bourg-Péronnas             | 37  | 38 | 7  | 16 | 15 | 36 | 55 | -19  |
| 20   | AS Beauvais                   | 35  | 38 | 8  | 11 | 19 | 33 | 45 | -12  |

- Montée en Ligue 2
- Relégation en CFA